# Sidalcea stipularis
Sidalcea stipularis är en malvaväxtart som beskrevs av John Thomas Howell och True. Sidalcea stipularis ingår i släktet axmalvor, och familjen malvaväxter. Inga underarter finns listade i Catalogue of Life.

## Bildgalleri

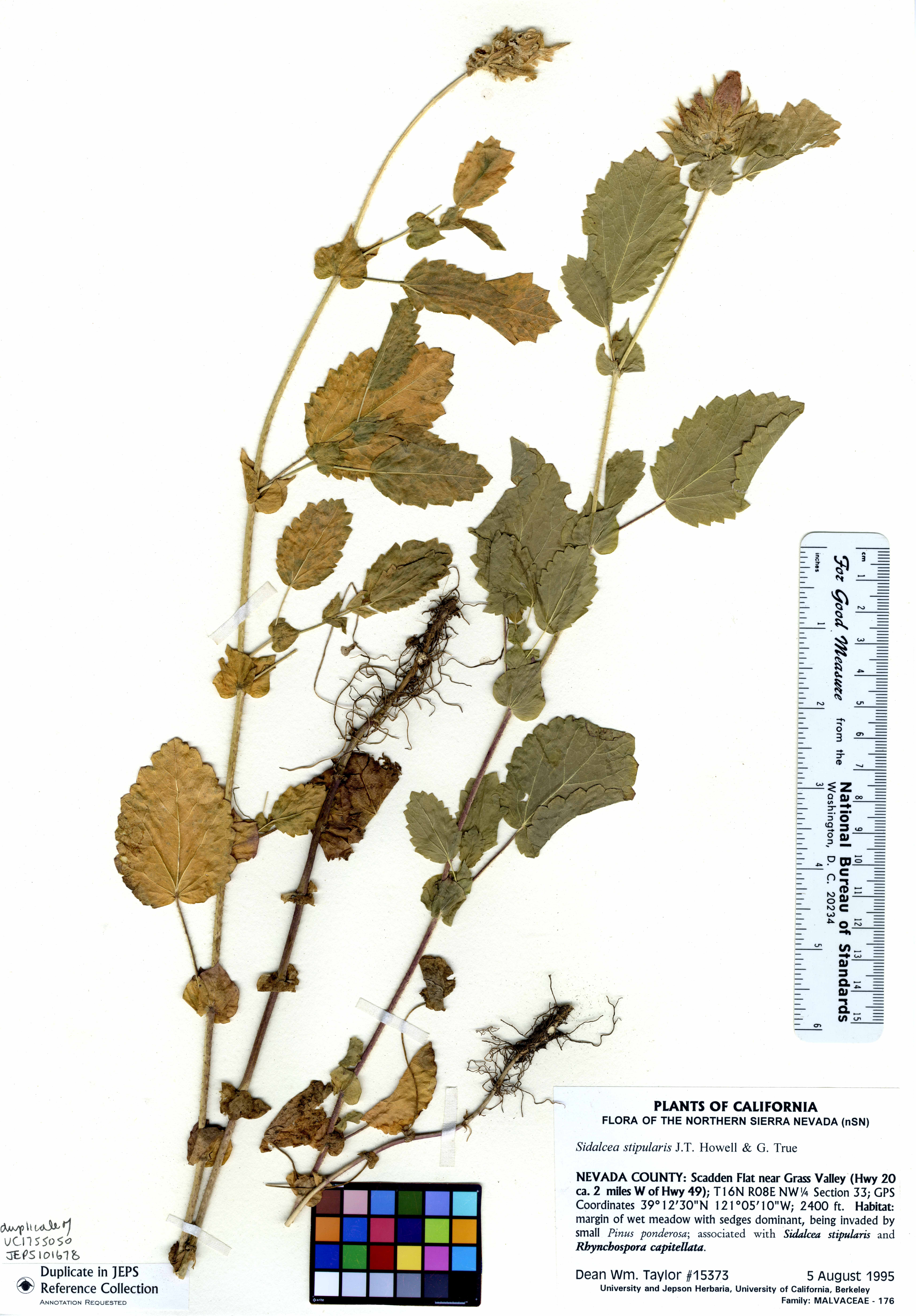